# Коваленко Сергій Володимирович
Сергій Володимирович Коваленко (рос. Сергей Владимирович Коваленко; нар. 25 травня 1976, Шахти, Ростовська область) — російський борець греко-римського стилю, бронзовий призер чемпіонату світу, срібний та бронзовий призер чемпіонатів Європи, переможець Кубку світу, учасник Олімпійських ігор. Заслужений майстер спорту Росії з греко-римської боротьби.

## Життєпис
Боротьбою почав займатися з 1989 року. Перший тренер — В. Морадєв. Виступав за Російську армію. У збірній команді з 1996 року. Тренер — Григорій Давидян.
Закінчив Санкт-Петербурзький державний університет економіки і фінансів (2000) Санкт-Петербурзький державний університет фізичної культури (2003). Живе в Санкт-Петербурзі. З 2000 року працює в Санкт-Петербурзькому державному університеті економіки і фінансів старшим викладачем кафедри фізвиховання.

## Спортивні результати на міжнародних змаганнях

### Виступи на Олімпіадах
| Змагання                                   | Збірна | Вагова категорія                 | Місце |
| ------------------------------------------ | ------ | -------------------------------- | ----- |
| Боротьба на літніх Олімпійських іграх 2008 | Росія  | греко-римська боротьба, до 66 кг | 7     |

### Виступи на Чемпіонатах світу
| Змагання                        | Збірна | Вагова категорія                 | Місце  |
| ------------------------------- | ------ | -------------------------------- | ------ |
| Чемпіонат світу з боротьби 2006 | Росія  | греко-римська боротьба, до 66 кг | Бронза |

### Виступи на Чемпіонатах Європи
| Змагання                         | Збірна | Вагова категорія                 | Місце  |
| -------------------------------- | ------ | -------------------------------- | ------ |
| Чемпіонат Європи з боротьби 2005 | Росія  | греко-римська боротьба, до 66 кг | Бронза |
| Чемпіонат Європи з боротьби 2006 | Росія  | греко-римська боротьба, до 66 кг | Срібло |
| Чемпіонат Європи з боротьби 2007 | Росія  | греко-римська боротьба, до 66 кг | 17     |

### Виступи на Кубках світу
| Змагання                    | Збірна | Вагова категорія                 | Місце  |
| --------------------------- | ------ | -------------------------------- | ------ |
| Кубок світу з боротьби 2006 | Росія  | греко-римська боротьба, до 66 кг | Золото |
| Кубок світу з боротьби 2008 | Росія  | греко-римська боротьба, до 66 кг | 5      |

### Виступи на інших змаганнях
| Змагання                                                         | Збірна | Вагова категорія                 | Місце  |
| ---------------------------------------------------------------- | ------ | -------------------------------- | ------ |
| Кубок Вантаа з боротьби 1995                                     | Росія  | греко-римська боротьба, до 62 кг | Срібло |
| Чемпіонат світу з боротьби серед студентів 1998                  | Росія  | греко-римська боротьба, до 63 кг | Бронза |
| Кубок Вантаа з боротьби 1998                                     | Росія  | греко-римська боротьба, до 63 кг | Золото |
| Кубок Вантаа з боротьби 1999                                     | Росія  | греко-римська боротьба, до 69 кг | 5      |
| Чемпіонат світу з боротьби серед студентів 2004                  | Росія  | греко-римська боротьба, до 66 кг | Бронза |
| Всесвітні ігри військовослужбовців 2007                          | Росія  | греко-римська боротьба, до 66 кг | Золото |
| Турнір Івана Піддубного 2008                                     | Росія  | греко-римська боротьба, до 66 кг | Срібло |
| Олімпійський кваліфікаційний турнір з боротьби 2008 (Роме-Остія) | Росія  | греко-римська боротьба, до 66 кг | Золото |